# Stazione di Orio Litta
Stazione di Orio Litta vasútállomás Olaszországban, Lombardia régióban, Orio Litta településen.

## Vasútvonalak
Az állomást az alábbi vasútvonalak érintik:
- Pavia–Mantua-vasútvonal

## Kapcsolódó állomások
A vasútállomáshoz az alábbi állomások vannak a legközelebb:
- Stazione di Ospedaletto Lodigiano
- Stazione di Lambrinia